# عبد الله الرشيدي (لاعب كرة قدم مواليد 1997)
عبد الله سعيد الرشيدي (مواليد 28 مارس 1997) هو لاعب كرة قدم سعودي يلعب حاليًا في نادي العين.
مثل نادي أحد في الفئات السنية وأعير إلى نادي العين مطلع عام 2019 و انتقل إلى نادي العين مطلع عام 2020 .